# Historia de la Armada Argentina
La historia de la Armada Argentina es la cronología de acontecimientos y hechos desde sus albores en la guerra de la Independencia hasta el presente.

## Guerra de la Independencia

### Revolución de Mayo
Al producirse la Revolución de Mayo el 25 de mayo de 1810, la mayor parte de los oficiales de la Armada Española dependientes del Real Apostadero Naval San Felipe de Montevideo se encontraban en Buenos Aires, entre ellos Juan Ángel de Michelena, José Laguna y Jacinto de Romarate, quienes se excusaron de jurar ante la Primera Junta porteña y solicitaron permiso para pasar al Apostadero de Montevideo en procura de órdenes al respecto. La Junta lo permitió y así la flotilla realista pudo recuperar sus mandos.
Es así que en dicha fecha, en el citado Apostadero se encontraban fondeados la mayoría de los buques de guerra realistas, tales como la fragata Flora, las corbetas Proserpina y Mercurio, los bergantines Belén, Cisne y Gálvez, las sumacas Aránzazu y Carlota, los faluchos Fama, San Martín, San Luis y el lugre San Carlos; mientras que en la orilla contraria, en la zona de Los Pozos en el puerto de Buenos Aires, estaban las lanchas cañoneras Peruana, Murciana, Navarra, y Vizcaíno, siendo este último buque, el único que a instancias de su comandante, el Tercer Piloto de la Armada Española Antonio del Pino, el 26 de mayo se puso a órdenes de la Junta de Buenos Aires, convirtiéndose así en el primer oficial naval que acepta órdenes de la misma y, su buque —Vizcaíno, luego América— el primero que puede considerarse al servicio de la causa patriota. Este acto le valió a Del Pino su baja de la Armada Española en castigo de la traición a España.
Posteriormente, a instancias del comandante general de Marina José María Salazar, Montevideo rechazó la autoridad Junta y en agosto dispuso el Primer bloqueo de Buenos Aires, que fue efectivo a partir de septiembre al contar con el apoyo de las fuerzas británicas al mando de Roberto Elliot. En octubre el jefe de la estación naval del Brasil Miguel de Courcy relevó a Elliot y designó a Roberto Ramsay, favorable a los independentistas, con lo cual el bloqueo en los hechos dejó de ser operativo. Aun así, la escuadra de Montevideo controló los ríos aunque no fue capaz de ahogar el tráfico de cabotaje de sus adversarios ni impedir el comercio de ultramar.

### La primera escuadrilla argentina
En 1811 el vocal de marina Francisco de Gurruchaga puso en operaciones la primera escuadrilla argentina, compuesta de la goleta Invencible, el bergantín 25 de Mayo y la balandra América. Deficientemente tripulada y armada, fue puesta al mando de Juan Bautista Azopardo y destacada en apoyo de las expedición de Manuel Belgrano para interceptar las comunicaciones de Montevideo con el Paraguay. El 2 de marzo fue derrotada por una escuadra española al mando de Jacinto Romarate en el Combate de San Nicolás.

### Bloqueo y bombardeo de Buenos Aires
En junio de 1811 Francisco Javier Elío ordenó al comandante del Apostadero José María Salazar bombardear Buenos Aires. La misión fue encargada a Juan Ángel Michelena, quien el 15 de julio se presentó frente a la capital rebelde al mando de una escuadrilla compuesta de dos bergantines, dos balandras bombarderas, una sumaca, dos faluchos y una lancha. Buenos Aires sólo disponía de una lancha cañonera al mando de Hipólito Bouchard. Sin intimación previa, en la noche Michelena bombardeó la ciudad durante varias horas, sin causar más que daños menores. En la mañana del 16 Michelena envió una intimación que fue rechazada por la Junta, que ordenó evacuar a los vecinos más expuestos, pero el 17 los realistas se retiraron.
El 15 de agosto de 1811, aun cuando se encontraban en curso negociaciones de paz, Elío ordenó a Michelena un nuevo ataque. El 19 de agosto la escuadrilla española, esta vez previa intimación, inició el segundo bombardeo de Buenos Aires pero la ineficacia de las cinco horas de fuego concentrado sobre los cuatro pequeños lanchones revolucionarios que salieron a defender el canal de acceso al puerto interior y la ciudad sólo consiguieron la burla del vecindario.
En marzo de 1812 Gaspar de Vigodet ordenó a José Primo de Rivera y Ortiz de Pinedo realizar un tercer bombardeo de la ciudad. El 4 de marzo de 1812 la escuadra bombardeó por cincuenta minutos el muelle y a la flotilla patriota compuesta del queche Hiena y de una cañonera. La acción, al igual que las anteriores, fracasó en todos sus objetivos.

### La campaña de 1814

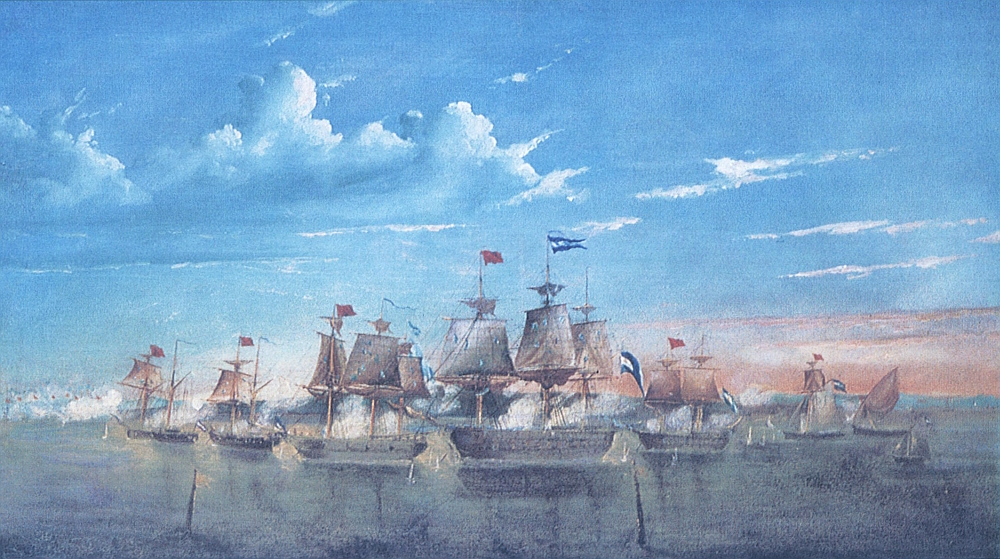
Combate de Martín García (1814).

A fines de 1813 y comienzos de 1814 la situación de la revolución americana era crítica. Chile se encaminaba al desastre, el ejército del norte había sido derrotado y las tropas españolas planeaban ya un ataque conjunto con las fuerzas de Montevideo, que superaban a las sitiadoras en número y armamento y controlaban sin oposición los ríos. Por añadidura, Fernando VII regresaba al trono y se preparaba una gran expedición cuyo destino manifiesto era el Río de la Plata. Las Provincias Unidas dispusieron crear una pequeña escuadra que al impulso de Juan Larrea y Guillermo Pío White estuvo operativa con rapidez. Al mando de Guillermo Brown enfrentó a la escuadra al mando de Romarate en el combate de Martín García. Tras retirarse con daños del combate naval, atacó y ocupó la isla Martín García. Victorioso, forzó a Romarate a retirarse al río Uruguay donde pese a su victoria en el combate de Arroyo de la China quedó aislado hasta su rendición, y dirigió sus buques a Montevideo. En mayo Brown derrotó a la escuadra realista en el combate naval del Buceo cerrando así el bloqueo de la ciudad, que caería poco después.

## Guerra del Brasil

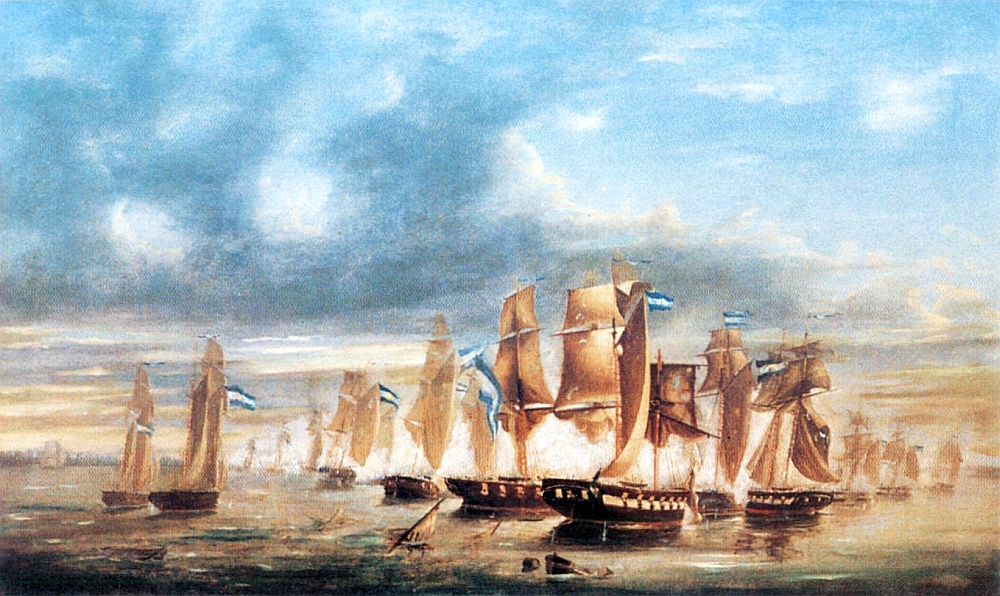
Victoria argentina en Juncal.

Iniciada la Guerra del Brasil Argentina se encontraba sin una escuadra que oponer a la fuerte marina de guerra del Imperio del Brasil que bloqueaba Buenos Aires. Una escuadrilla improvisada de buques de escaso porte comandada por Guillermo Brown, aprovechando los bancos que dominaban el río frente a la ciudad consiguió mantener las líneas de comunicación y abastecimiento con el ejército en operaciones y enfrentó a los brasileños con relativo éxito en los combates de Punta Colares, Banco de Ortiz, Los Pozos y Quilmes.
Brown intentó burlar el bloqueo y contraatacar pero fracasó en su ataque a Colonia del Sacramento y en sus audaces asaltos a la fragata Nictheroy y a la Emperatriz. En 1827 Brasil intentó flanquear a los republicanos destacando fuerzas navales al Río Uruguay y a Carmen de Patagones, pero Brown destruyó completamente la escuadra imperial en la Batalla de Juncal y la división enviada al sur fue batida en la Batalla de Carmen de Patagones. Frente a Buenos Aires, tras el éxito en el combate de la Punta de Quilmes Brown fue derrotado en la Batalla de Monte Santiago, por lo que las fuerzas regulares de la Armada Argentina se vieron nuevamente reducidas a impedir a la escuadra bloqueadora atacar Buenos Aires y al transporte de suministros a las fuerzas en operaciones, mientras que el principal esfuerzo bélico se destinó a las actividades corsarias que se extendieron con gran éxito a las costas brasileñas y al Caribe.

## Bloqueo anglo-francés
En 1829 Francia había protagonizado la primera intervención directa europea en los asuntos del país con un ataque a la escuadra argentina. Entre 1838 y 1840 se produjo el bloqueo francés al Río de la Plata encabezado por el contraalmirante Luis Francisco Leblanc. En marzo de 1838 una división naval francesa-oriental al mando de Hipólito Daguenet atacó la isla Martín García y consiguió reducir su pequeña guarnición. Guillermo Brown fue enviado a Montevideo para intentar crear una escuadra, pero fue bloqueado por los franceses y la caída de Manuel Oribe dio fin al intento. Incapaces de decidir el conflicto, enfrentando costos crecientes y cambios en la política doméstica e internacional, Francia envió al almirante y ministro de marina Ange René Armand de Mackau, barón de Mackau, al frente de una nueva escuadra pero con instrucciones de alcanzar la paz, que se concretaría con el tratado Mackau-Arana en octubre de 1840.

## Guerra Grande

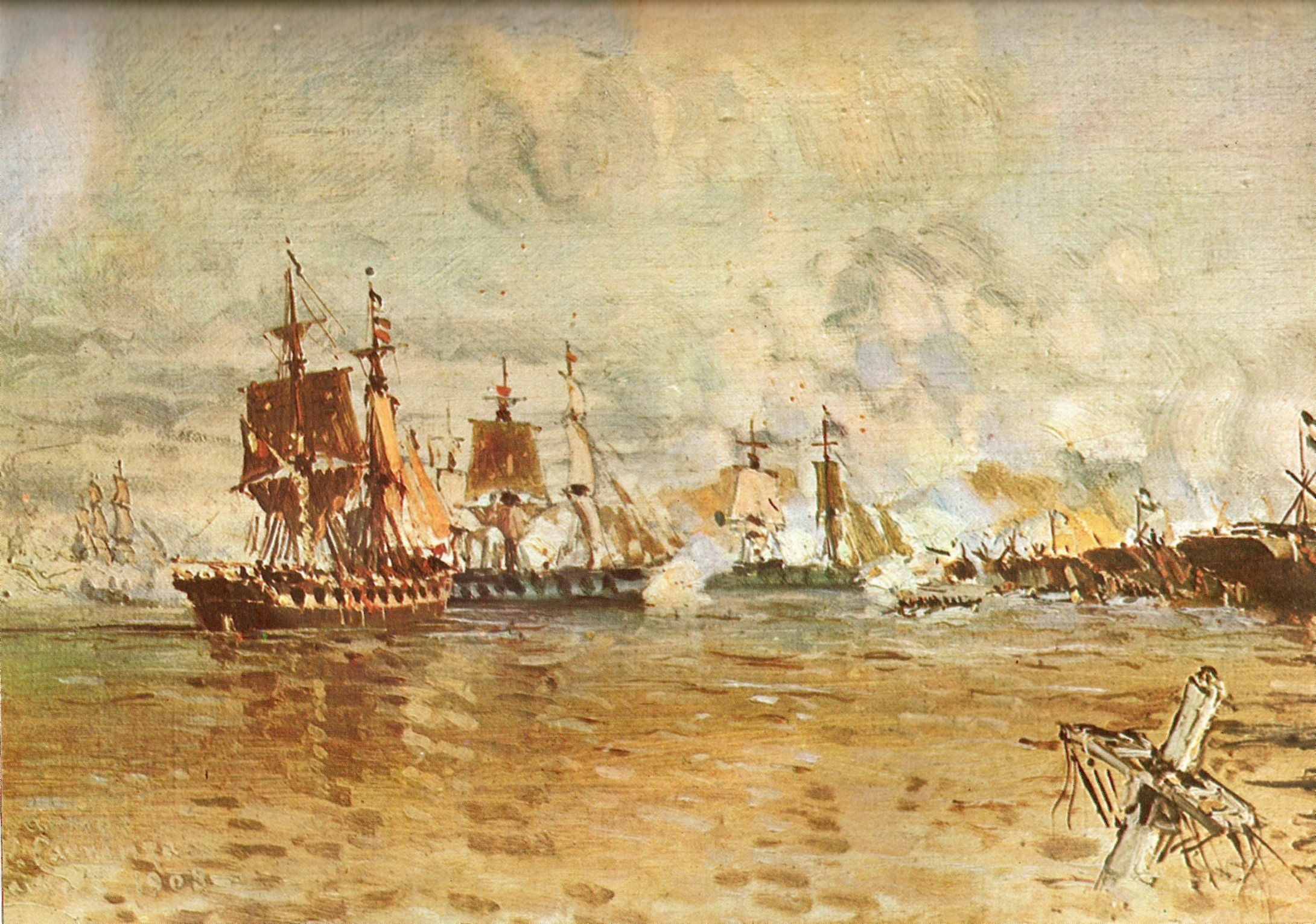
Batalla de la Vuelta de Obligado.

La retirada francesa no puso fin a la llamada Guerra Grande, conflicto civil que involucraba a Uruguay y Argentina. Mientras el gobierno de Fructuoso Rivera creaba escuadrillas al mando de Francisco Fourmantin, Santiago Sciurano y John Halstead Coe, Rosas puso al frente de su escuadra a Guillermo Brown. Pese a la paridad de fuerzas, en la Campaña naval de 1841 Brown obtuvo gradualmente el control del estuario y Coe quedó reducido al puerto de Montevideo, lo que decidió a Rivera a renunciar a disputar el río.
Iniciado el sitio de Montevideo, el bloqueo naval tuvo escasos resultados ya que las flotas británicas y francesas aseguraron el libre tránsito de sus buques. El arribo del comandante de la estación naval británica de Río de Janeiro John Brett Purvis agravó el conflicto. Purvis desconoció por completo el bloqueo, obligó a Brown a entregar el armamento capturado en arsenal en la Isla de Ratas y auxilió a Rivera en el desplazamiento de sus tropas. El auxilio francés y británico a los sitiados fue en aumento hasta que en agosto de 1845 la escuadra argentina fue capturada y al mes siguiente se estableció el bloqueo de todos los puertos de la Confederación Argentina.
Decidida a lograr la apertura de la navegación de los ríos interiores la escuadra anglo-francesa avanzó sobre el Paraná. Si bien consiguió forzar las baterías argentinas en la batalla de la Vuelta de Obligado y en otros puntos del bajo Paraná, la expedición fracasó en sus fines comerciales y políticos. Sin lograr la adhesión de los pueblos del interior y enfrentando grandes pérdidas, la escuadra regresó al Plata e impulsó a sus gobiernos a buscar la paz.

## La escuadra de Sarmiento
Ante la hegemonía brasileña puesta de manifiesto en la Guerra del Paraguay, la Ley N.º 498 de adquisición de armamento naval del 27 de mayo de 1872, autorizó la compra de 

tres buques de guerra encorazados del sistema más adelantado y más adecuado al servicio en aguas de la República.

 A tal efecto, el presidente Domingo Faustino Sarmiento dispuso el traslado inmediato de su amigo Manuel Rafael García Aguirre —hasta entonces jefe de la legación argentina en Washington— en comisión a Londres a fin de efectuar la compra de los mentados buques y supervisar su construcción.
Los buques adquiridos, que constituyeron la célebre Escuadra de Sarmiento fueron los siguientes.
- Monitores El Plata y Los Andes.
- Cañoneras Paraná y Uruguay.
- Bombardas Constitución y República, de clase Rendell modificadas.
- Bombardas Pilcomayo y Bermejo, similares a las anteriores, con pequeñas diferencias (un calado menor, una autonomía mayor, modificaciones en cubierta).
- Vapor taller y depósito de torpedos y minas Fulminante.[7]
- Vapores avisos Resguardo y Vigilante.
- Vapor de transporte armado Pampa (ex-Parmingham).
- Algunas naves menores: vapor Sirena, remolcador Puerto de Buenos Aires, transporte Santa Fe, ballenera Guarda Costa, lancha Talita y pontón Vanguardia.

Sarmiento creó también la Escuela Naval Militar el 5 de octubre de 1872, que operó en sus comienzos a bordo del vapor General Brown a cargo del sargento mayor Clodomiro Urtubey, y que en una primera etapa se mantuvo hasta su disolución en 1877 a consecuencia del motín de los gabanes, siendo reorganizada poco después en la corbeta Uruguay a cargo de Martín Guerrico.

## Expedición de 1878
A finales de 1878 se envió la llamada Expedición Py a la Patagonia argentina. La pequeña división naval encabezada por Luis Py y compuesta por buques fluviales tenía por objeto sostener los derechos que reclamaba la Argentina en el extremo sur continental en momentos en que una guerra entre ese país y Chile era una posibilidad cierta. Considerada la primera operación de una división naval de mar argentina, motivó que el 1 de diciembre, día en que izó la enseña en las márgenes del río Santa Cruz fuera instituido como Día de la Flota de Mar Argentina.

## Modernización de fines delsigloXIX

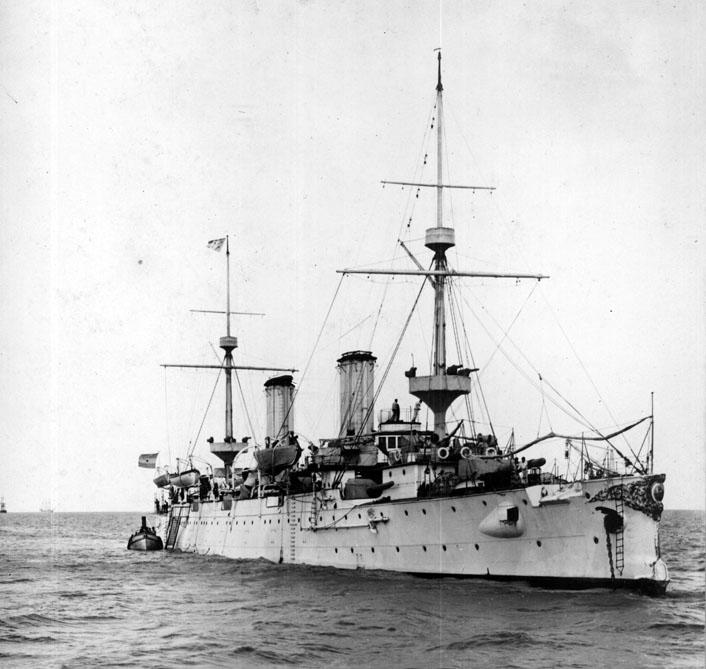
Crucero ARA Buenos Aires.

Entre 1880 y 1900 la Escuadra Nacional impulsada por el presidente Sarmiento había perdido su poder naval debido a los cambios tecnológicos de la época, lo cual fue claramente puesto de manifiesto en la expedición de 1878, por lo que se encargó la fabricación de nuevas unidades en diversos astilleros del extranjero. En la década de 1880, se recibió del Reino Unido la torpedera Maipú que marcó el inicio de la adquisición de material más moderno, quedando para fines de siglo la escuadra conformada de la siguiente manera:
- Torpederas tipo destroyer: Santa Fe, Entre Ríos, Misiones y Corrientes.
- Torpederas de primera clase: Espora, Rosales, Comodoro Py, Comodoro Murature, Bouchardo, Jorge, Thorne, Pinedo, Bathurst, King.
- Torpederas de segunda clase: Alerta, Centella, Enrique Py, Ferré y las 10 torpederas del tipo N.º 50 del Almirantazgo británico.
- Monitores: Los Andes y El Plata.
- Cruceros: Buenos Aires, 9 de Julio, 25 de Mayo, Patagonia y Patria
- Cruceros Acorazados Clase Giuseppe Garibaldi: San Martín, Pueyrredón, General Belgrano y Garibaldi.
- Acorazados: Almirante Brown, Libertad e Independencia.
- Transportes: Guardia Nacional, República y Ushuaia.
- Avisos: Golondrina, Bahía Blanca, Gaviota y Pampero.
- Minadores: Fulton.

## Los inicios delsigloXX

### La aviación naval
Desde los inicios de la aviación, la Armada Argentina mostró interés en el uso de los aviones, primero desde bases en tierra y luego embarcando en los buques. Junto a personal civil y camaradas del Ejército Argentino, comenzaron el uso de medios aéreos, como una vía de aventura. El 22 de octubre de 1912, el teniente de navío Melchor Escola obtuvo su brevet internacional de piloto de guerra aviador, el N° 15 del país, siendo el primer militar en obtenerlo, al rendir un examen en la recién creada Escuela Aérea Argentina, entidad privada y civil y única institución en ese entonces, autorizada internacionalmente para acordarlo. Dicho brevet lo revalidó en la Escuela de Aviación Militar, creada por decreto del 10 de agosto de 1912.
El 11 de febrero de 1916 se crea por decreto el Parque y Escuela de Aeroestación y Aviación de la Armada en Fuerte Barragán, cerca de la ciudad de La Plata, Provincia de Buenos Aires, decreto que su artículo N° 6 preveía que los pilotos aviadores deberían, obligatoria y previamente, obtener el título de piloto de la Federación Aeronáutica Internacional, para después obtener el de piloto de la Armada.
Enviados a la Escuela de Aviación de Pensacola (Estados Unidos), los Tenientes de Fragata Ricardo Fitz Simon y Ceferino Pouchan y el Alférez de Fragata Marcos A. Zar, en septiembre de 1917, obtuvieron los brevets internacionales N.º 94, 95 y 96 respectivamente y finalizada su instrucción en esa Escuela, partieron al frente europeo, integrando las Fuerzas Expedicionarias para realizar, en unidades aéreas operativas, tareas de patrullaje, convoyajes y acción antisubmarina, durante la Primera Guerra Mundial.
Terminada la guerra, regresaron a la Argentina, ahora experimentados pilotos, cuando al mismo tiempo visitaban dos Misiones Aéreas, la italiana y la francesa, ambas con numerosos pilotos héroes de guerra y material propio o tomado al enemigo, exhibido, el primero en vuelo con propósitos de propaganda y ventas. El grupo italiano, que operó en San Fernando, donó a la Aviación Naval dos hidroaviones Macchi M.9 y dos M.7, además del hangar y las instalaciones de esa pequeña base, de dónde operaron. Dichas aeronaves fueron las primeras de su tipo en la Armada.
A fines de 1919 el grupo de San Fernando más las instalaciones de Fuerte Barragán, fueron traslados a Puerto Belgrano y comenzaron a operar con la Escuadra de Mar, haciendo de spotter aéreo en el tiro de combate de los acorazados y cruceros y tomando fotografías desde el aire.
Previamente a ello, 17 de octubre de 1919, se creaba por decreto en la Secretaría General del Ministerio de Marina, la Dirección de Aviación Naval, con la misión de realizar "la preparación de los proyectos para la formación del Cuerpo de Aviación Naval, la utilización del personal y del material con que actualmente cuenta y los que eventualmente adquieran". Los considerando de este acto de gobierno constituyen la doctrina en que se fundamentan la creación: "Las funciones tácticas y estratégicas que ha desempeñado la Aviación en las recientes operaciones, modificando fundamentalmente los principios de la guerra marítima y su eficacia consagrada como arma importante en el combate, ponen de manifiesto la necesidad impostergable de su creación en la Armada".
La incorporación de medios fue variando de acuerdo a las necesidades políticas y presupuestarias. Globos de observación, hidroaviones de patrulla, aviones de caza y ataque, helicópteros evolucionaron de acuerdo a la innovaciones tecnológicas.

### La era del submarino

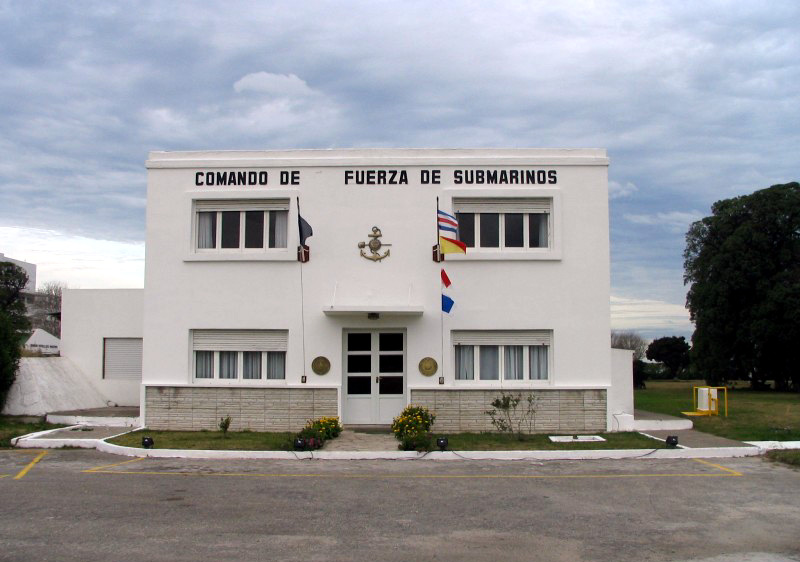
Edificio del COFS.

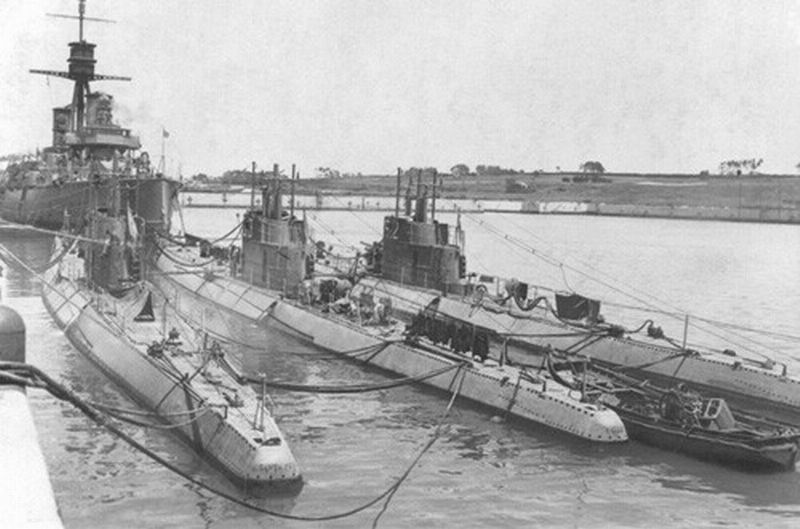
Submarinos clase Santa Fe en Mar del Plata

El 29 de septiembre de 1926, en el Artículo N.º 2 de la Ley N.º 11 378 de Adquisiciones Navales, se autorizó a la compra de dos grupos de tres submarinos cada uno y a iniciar la construcción de los talleres, varaderos y cuarteles necesarios para su reparación y mantenimiento en el puerto de Mar del Plata. Por ello, en octubre del año siguiente, el presidente de la República autorizó por decreto al Ministerio de Marina a construir en Italia tres submarinos de 800 o 900 toneladas cada uno.
La empresa que tuvo la responsabilidad de convertir en realidad tan ansiado proyecto fue la Compañía de Trabajos Públicos de París y el 12 de febrero de 1928 a las 16:00 horas con la presencia del entonces presidente de la República Marcelo Torcuato de Alvear y del propio Ministro de Marina Manuel Domecq García se inauguró el muro de atraque de la Dársena de Submarinos.
Los submarinos se construyeron en los Astilleros Tosi, de Tarento, Italia, donde fueron recibidos por la Armada Argentina, el 25 de enero de 1933 y bautizados como ARA Santiago del Estero, ARA Santa Fe y ARA Salta. Llegaron a las proximidades del Río de la Plata el 5 de abril de 1933, luego de una larga navegación, con una única escala en Las Palmas de Gran Canaria, demostrando con ello, la bondades de las unidades y su dotación. Desde allí fueron escoltados hasta el Puerto de Buenos Aires, por la Fragata Sarmiento y la Escuadrilla de Exploradores.
Los tres buques de esta clase, fueron adquiridos en Italia y recibieron los siguientes nombres: ARA Santa Fe (S-1), ARA Salta (S-2, luego S-3) y ARA Santiago del Estero (S-3, luego S-2); llegaron a Argentina el 1º de septiembre de 1933 prestando servicios hasta el año 1960. Eran de la clase Cavallani y localmente se los llamó "Tarantinos", estaban armados con 8 tubos lanzatorpedos de 530 mm (4 a proa y 4 a popa), 1 cañón de 100 mm (luego montaje doble AA Bofors de 40 mm) y eran tripulados por 40 hombres. El Santiago del Estero alcanzó un récord de 114 metros en inmersión.
La Armada Argentina tiene una larga historia y ha logrado un prestigio internacional en el planeamiento, alistamiento y ejecución de operaciones submarinas. Hasta 1984 formaba parte del Comando de la Flota de Mar, llamándose Fuerza de Submarinos. Por Disposición N.º 612/84 «C» del Estado Mayor General Naval, la Fuerza pasó a depender orgánicamente del jefe del mismo y operativamente del Comando de Operaciones Navales, pasando a ser el Comando de la Fuerza de Submarinos a cargo de un capitán de navío.
La Armada Argentina contó a lo largo de su historia con 11 de estos navíos. Estos se pueden clasificar en dos grupos, los primeros siete son sumergibles mientras que los cuatro últimos son submarinos.

## Desde 1945 hasta 1970
El gobierno del general Juan Domingo Perón impulsó la modernización de la Marina de Guerra. Así, llegaron a la flota de unidades navales de superficie:
- dos (2) cruceros de la clase Brooklyn[14][nota 1]
- dos (2) patrulleros
- dos (2) fragatas livianas
- un (1) petrolero de mar[15]

Esos días la Marina incorporó material aéreo en Estados Unidos para su dotación:
- treinta y cinco (35) aviones de ataque North American AT-6/SNJ-3/4 "Texan" "re-acondicionados", y con lotes posteriores hasta sumar noventa y cuatro (94) ejemplares,[16]
- catorce (14) aviones de carga Douglas C-47A,[17]
- diecisiete (17) flying boats Consolidated PBY Catalina,[18]
- doce (12) helicópteros Sikorsky S-55/H-19 "Chickasaw".[19]

### La Revolución de 1955
En un intento de golpe de Estado contra el general Perón, los bombardeos aéreos y ametrallamientos por la Aviación Naval y la Infantería de Marina en Buenos Aires el 16 de junio de 1955 arrojó el trágico resultado de 300 muertos y 1000 heridos. Aquel día, 34 aviones de la Armada despegaron de la Base Aeronaval Punta Indio y la Base Aeronaval Comandante Espora, bombardearon la Casa de Gobierno y otros puntos de la ciudad, y ametrallaron a los civiles que se encontraban en la Plaza de Mayo, dejando un saldo 364 muertos (entre ellos un contingente completo de niños escolares salteños en un trolebús) y varios centenares de heridos. En la oportunidad, además de los bombardeos, un avión naval al comando del guardiamarina Román fue derribado por aparatos Gloster Meteor de la Fuerza Aérea Argentina sobre el Río de la Plata, siendo este el primer registro del derribo de un avión a reacción a otro avión en el continente americano. Ese mismo día, otra aeronave, piloteada por el guardiamarina Eduardo Bisso, se precipitó sobre la localidad de Tristán Suárez, derribado por la artillería antiaérea del regimiento de La Tablada, salvándose el piloto al arrojarse en paracaídas. 
La autodenominada Revolución Libertadora al mando del general Eduardo Lonardi y el almirante Isaac Rojas consiguió derrocar al general Perón en septiembre de 1955. Un foco revolucionario en Córdoba y el otro foco en Puerto Belgrano. Los enfrentamientos armados contra las fuerzas leales del Ejército y la Aeronáutica en la provincia de Córdoba y la provincia de Buenos Aires, y después en la Capital arrojó 156 muertos. No pocos aviones de la Aviación Naval fueron derribados y pilotos muertos. Uno de esos aviones fue derribado por las ametralladoras antiaéreas de los tanques leales y sus pilotos, entre ellos el capitán de corbeta Eduardo Estivariz y sus dos acompañantes, fallecieron al estrellarse su Grumman J2F Duck contra un galpón rural en la localidad de Saavedra.
El golpe 1955 dio lugar a algunos años de enfrentamientos abiertos entre las FF. AA. para definir la organización política.

### Comienzo de la era de los portaaviones (1958)

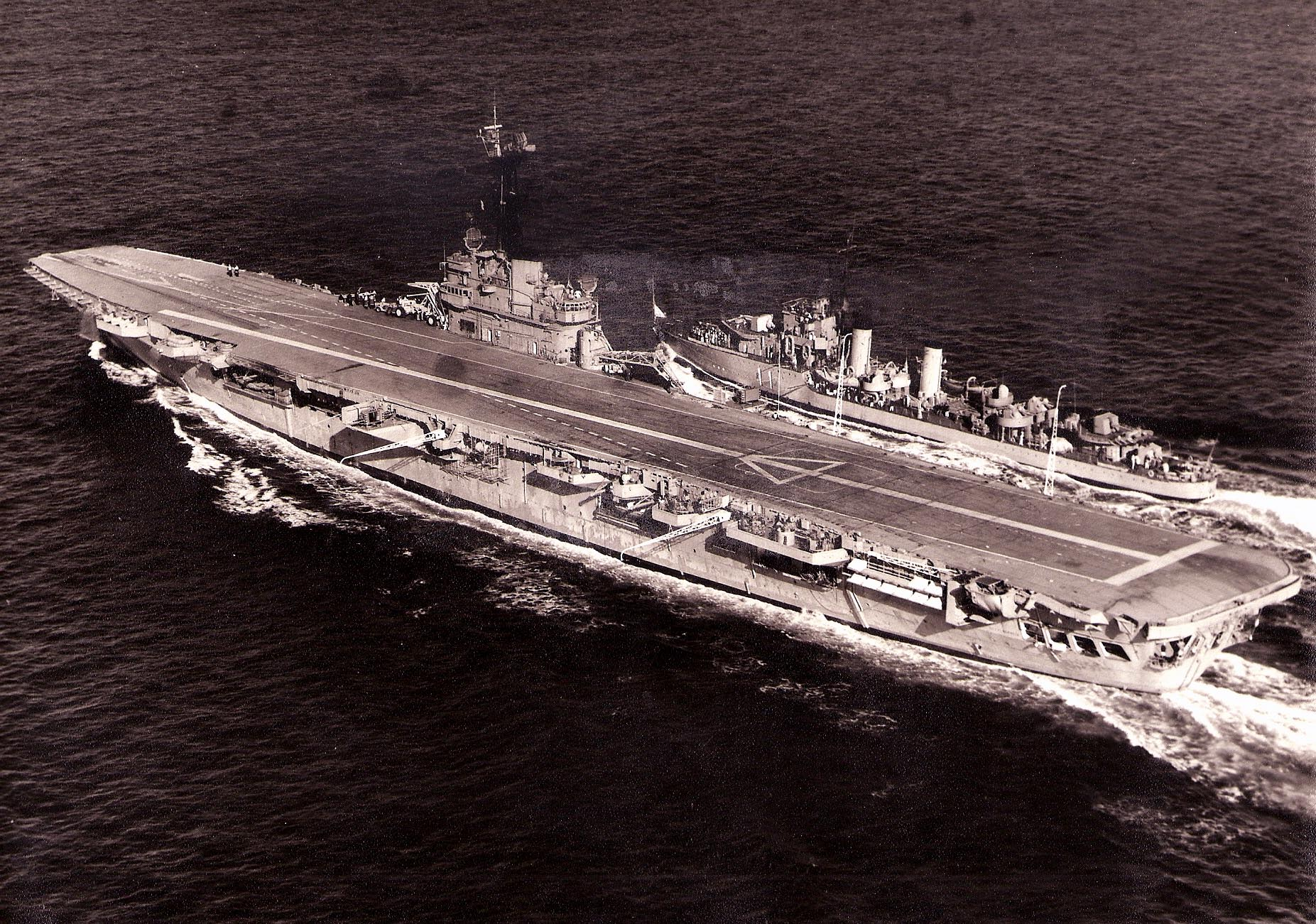
El portaaviones ARA Independencia junto al destructor ARA Misiones en los años 60

Con la llegada del portaaviones ARA Independencia (V-1) (POIN), comprado en el Reino Unido en 1958, la Aviación Naval comenzó una nueva era con esa plataforma que permitió la Armada extender las operaciones navales. El material North American AT-6/SNJ-3/4 "Texan" en dotación más el Grumman F9F2B "Panther", con veinticuatro (24) ejemplares adquiridos en 1958 y dos (2) biplazas Grumman TF9J "Cougar" en 1962, constituyó el grupo aéreo embarcado (GAE).
Sobre finales de la década de 1960 y principios de 1970 comenzó un nuevo período de renovación, en donde se diversificaron sus fuentes de armamentos.

### Los 60
En 1960, Estados Unidos traspasa en condiciones de préstamo y arriendo 2 sumergibles de la Clase Balao, conocido como tipo Flota que fueron bautizados ARA Santa Fe (S-11) ex USS Macabi y ARA Santiago del Estero (S-12) ex USS Lamprey. El armamento se componía de 10 tubos lanzatorpedos de 530 mm (6 a proa y 4 a popa), cargaban 24 torpedos Mk-14 (antisuperficie) y Mk-27 (antisubmarino) llevando 10 en los tubos y 14 en cunas, 1 cañón de 127 mm y 25 calibres y un cañón AA Bofors de 40 mm que fueron retirados a poco de su arribo. El S-11 realizó 2420 inmersiones y navegó 210 815 km con el pabellón nacional, permaneciendo 3447 horas bajo la superficie. El S-12 cumplió 2382 inmersiones y 2997 horas bajo superficie.
El rápido desfasaje de ambas naves y la pronta entrada en servicio de los nuevos submarinos de la Clase 209, obligaron a la Armada, en 1970 a adquirir dos sumergibles excedentes de la US Navy. Esta vez fueron también clase Balao modernizados a principios de 1950 a nivel GUPPY II y GUPPY IA (Greater Underwater Propuslion Program). Recibieron como nombres ARA Santa Fe (S-21) ex USS Catfish, y ARA Santiago del Estero (S-22) ex USS Chivo. Ambos tenían 10 tubos lanzatorpedos (6 a proa y 4 a popa), con 24 torpedos y contaban con un tripulación de 74/78 hombres.
El ARA Santa Fe (S-21) tuvo una destaca operación en la Guerra de Malvinas a pesar de tener programado su retiro para agosto de ese año (1982). Participó en el desembarco de buzos tácticos durante la Operación Rosario, la noche del 1 al 2 de abril de 1982. Luego recibe la orden de transportar refuerzos, armamento y abastecimiento a las Islas Georgias del Sur donde es atacado por un helicóptero inglés, recibiendo un impacto de un misil AS-12 lanzado por un helicóptero Wasp del HMS Endurance. El buque regresa a Grytviken donde amarra y se ordena la evacuación del mismo quedando escorado a babor con la proa sumergida. Finalmente, terminada la contienda, fue hundido en aguas profundas, durante el verano 84-85. El S-22 fue radiado del servicio en 1981.
En 1960 Estados Unidos transfirió a Argentina dos submarinos clase Balao construidos durante la Segunda Guerra Mundial. Fueron el USS Macabi y el USS Lamprey. Recibieron en Argentina los nombres de ARA Santa Fe y ARA Santiago del Estero, respectivamente.
En 1962, bajo los términos del Programa de Asistencia Militar (MPA), Estados Unidos cedió a préstamo tres destructores clase Fletcher. Fueron los USS Heermann, USS Dortch y USS Stembel. Recibieron los nombres de ARA Almirante Brown, ARA Espora y ARA Rosales, en forma respectiva.

#### Los "Azules y Colorados"
El enfrentamiento interno de las FF. AA. generó dos trágicos episodios en 1962 y 1963 bajo el gobierno de José María Guido. Uno sucedido entre el 16 y 22 de septiembre de 1962 entre los "azules" del Ejército encabezados por el general Juan Carlos Onganía y los "colorados", con la mayoría de la Marina, encabezados por el almirante Isaac Rojas, y el otro sucedido entre el 2 y 5 de abril de 1963. Los enfrentamientos causaron 24 muertos y 87 heridos.

#### La crisis de los misiles en Cuba de 1962
El gobierno de José María Guido resolvió en 1962 participar del bloqueo naval a Cuba resuelto por la OEA y dispuso el envío de unidades navales. Así los ARA Espora y ARA Rosales de la 2.ª División de Destructores participaron en la fuerza de tareas n.º 137 con asiento en la isla Trinidad, en una operación combinada con unidades de Estados Unidos y las naciones latinoamericanas. La unidad ARA Almirante Brown se hallaba en proceso de mantenimiento y no participó.
Finalizada la crisis, la Armada puso fin su participación del bloqueo naval el 21 de noviembre de 1962 y las unidades navales regresaron a la Argentina.

#### El Veinticinco de Mayo

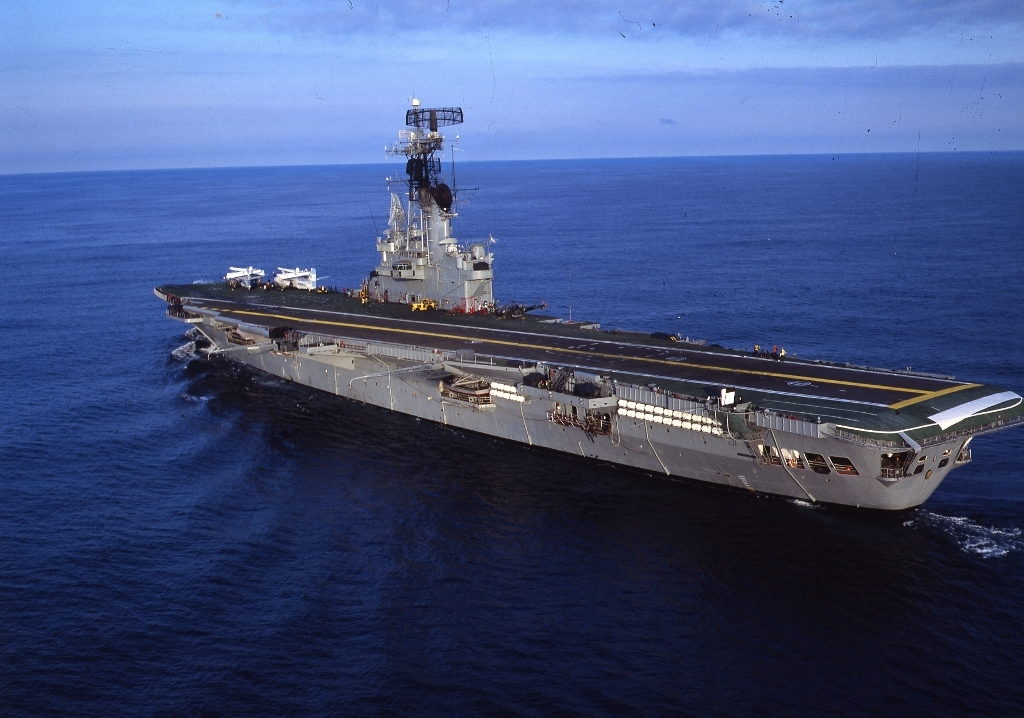
El portaaviones ligero ARA Veinticinco de Mayo posiblemente en los años 70

La llegada en 1969 del portaaviones ligero ARA Veinticinco de Mayo (POMA), comprado en los Países Bajos, comenzó una nueva etapa con esa plataforma. El grupo embarcado con aviones McDonnell Douglas A-4Q Skyhawk y Grumman S-2T Turbo Tracker y helicópteros Sikorsky SH-3D Sea King, comprados y "reacondicionados" en Estados Unidos. Así el viejo portaaviones ARA Independencia pronto pasó a la situación de irradiado en 1970 y fue trozado en la provincia de Santa Fe.

#### Otras compras
En 1970 se recibió de los Estados Unidos un veterano buque de desembarco con dique, el USS Gunston Hall, el cual había prestado servicios activamente en la Segunda Guerra Mundial, la guerra de Corea, la crisis de los misiles de Cuba y la Guerra de Vietnam. Con la Armada Argentina transitó su última década de vida como el ARA Cándido de Lasala.

## Desde 1970

### Los 70

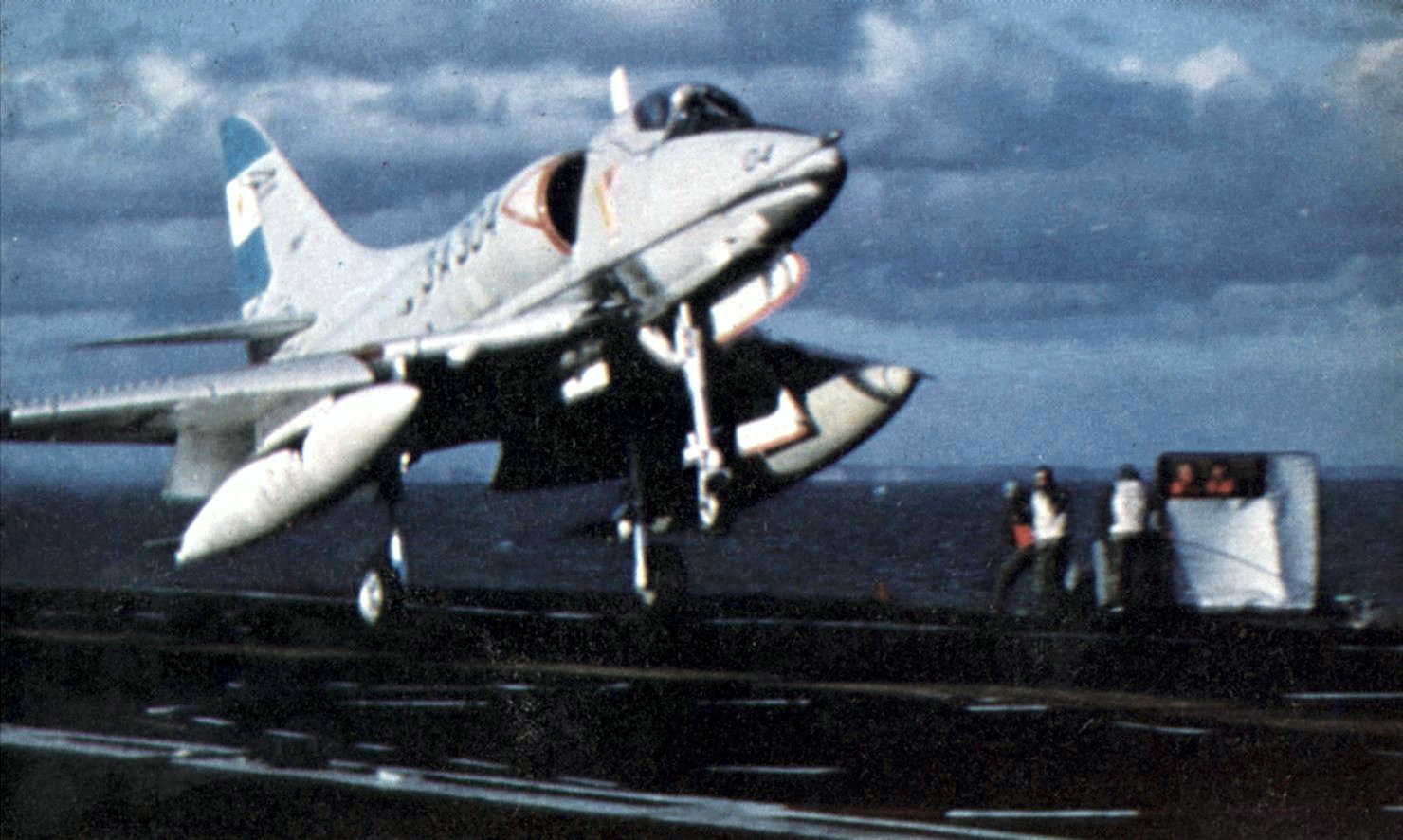
El cazabombardero A-4Q Skyhawk del COAN en los años 70

Los destructores Tipo 42 ARA Santísima Trinidad (DEST) y ARA Hércules (DEHE), comprados en Inglaterra en 1969 para la defensa antiaérea de área (AAW), con misiles Sea Dart. Una unidad, el ARA Hércules, fue construida por la Vickers en Inglaterra (entregada en 1976); y la otra unidad, ARA Santísima Trinidad, fue construida íntegramente en el Astillero Río Santiago (ARS) de Ensenada, provincia de Buenos Aires (entregada en 1980). Con estas plataformas, comenzaba a operar el sistema de defensa aérea integrada vía enlace de datos. Así, transmitía al portaaviones los datos recogidos por los radares de los Tipo 42. Después de algunos años del embargo británico, el Trinidad fue pasado a la situación de irradiado en 2004, y el Hércules, convertido en transporte rápido, fue pasado a irradiado en 2024, terminando la vida de los Tipo 42 con la Argentina después de 48 años de servicio.
Los submarinos Tipo 209 ARA Salta (SUSA) y ARA San Luis (SUSL), comprados en Alemania Occidental en 1970, llegaron a la Argentina en 1974. Estos tienen como armamento 8 tubos lanzatorpedos de 530 mm en proa y transporta torpedos SST-4 filoguiados, Mk 37, Mk 48 y minas. Están tripulados por 36 hombres. En el año 1975 el S-32 cumplió por primera vez en la Armada una inmersión de 50 días completos donde desarrolló una patrulla, en la que llegó a Puerto Argentino/Stanley (Islas Malvinas). En la Guerra de Malvinas el ARA San Luis (S-32), también tuvo como el S-21 una destacada acción, donde llegó a disparar 2 torpedos SST-4 y un Mk-37. Navegó durante 39 días en patrulla y 864 horas permaneció sumergido (equivalente a 36 días) en medio de un ambiente hostil, enfrentándose a medios antisubmarinos británicos, los que no pudieron detectarlo efectivamente. El S-31 no se encontraba en operaciones ya que tenía ruidos en su navegación, lo que hacía imposible su utilización en combate. El Salta luego de pasar por una modernización de motores, baterías y sistemas en la década de 1990 se encuentra en operaciones y a la fecha se encuentra amarrado en su apostadero en la Base Naval de Mar del Plata. El S-32 pasó a condición de reserva en 1985 y el 23 de abril de 1997 se lo declaró en desuso por la Armada. Se encuentra resguardado en las instalaciones del Astillero Domecq García.
En 1971 la Armada adquirió dos destructores clase Fletcher más, el ARA Almirante Domecq García (D-23) y el ARA Almirante Storni (D-24).
Ese mismo año los obsoletos submarinos ARA Santa Fe y ARA Santiago del Estero fueron objeto de envío a Estados Unidos para someterse al desguace. Sus partes retornaron a la Argentina con fines de índole educacional. El reemplazo de estos submarinos fueron dos clase Balao, uno con modernización GUPPY II y otro con GUPPY IA, los cuales tenían mucha mejor habitabilidad que los anteriores. Mientras se iniciaban estudios para obtener nuevos y más modernos buques de este tipo, los submarinos USS Catfish y USS Chivo, pasaron a ser el ARA Santa Fe y el ARA Santiago del Estero.
En 1972 se adquirieron dos destructores clase Allen M. Sumner en Estados Unidos, renombrados por la Armada como ARA Seguí y ARA Bouchard. El Grupo Aéreo Embarcado del ARA Veinticinco de Mayo fue objeto de potenciación. Se incorporaron 16 aviones A-4Q Skyhawk para ataque a superficie, defensa aérea y reaprovisionamiento en vuelo y cuatro helicópteros S-61D-4 Sea King para defensa antisubmarina.
En 1973 se adquirió un destructor clase Gearing estadounidense, renombrado ARA Py (D-27). En 1974 obtuvo dos destructores de la clase Allen M. Sumner para desarmarlos y obtener repuestos. Pero el buen estado de uno de los buques, USS Collet, indujo a la Armada a alistarlo y sumarlo a la 2.ª División de Destructores. El buque recibió el nombre de ARA Piedrabuena. El otro buque, USS Mansfield, fue objeto de desarme para obtención de repuestos. También incorpora los primeros submarinos –los anteriores eran sumergibles– del Tipo 209, a los que bautiza ARA Salta y ARA San Luis.
El buque de desembarco de tanques ARA Cabo San Antonio, construido en el Astillero Río Santiago (AFNE), basado en el diseño USS De Soto County.
Completa una serie, construida en los astilleros locales de Príncipe, Menghi y Penco, de tres buques de transporte con capacidad de varado sobre las playas, éstos son el ARA Canal de Beagle, ARA Bahía San Blas y ARA Cabo de Hornos. A Estados Unidos más aviones y helicópteros para renovar a los que operaban en el portaaviones liviano ARA Veinticinco de Mayo. Entre 1978 y 1981 adquiere de Francia tres corbetas con misiles de la Clase A-69. También incorporó al rompehielos ARA Almirante Irizar, que reemplazó al ARA General San Martín. En 1981 repitió la acción con el buque de transporte polar, construido en el Astillero Príncipe y Menghi S.A., en Dock Sud, Provincia de Buenos Aires, ARA Bahía Paraíso.

### La crisis de 1978

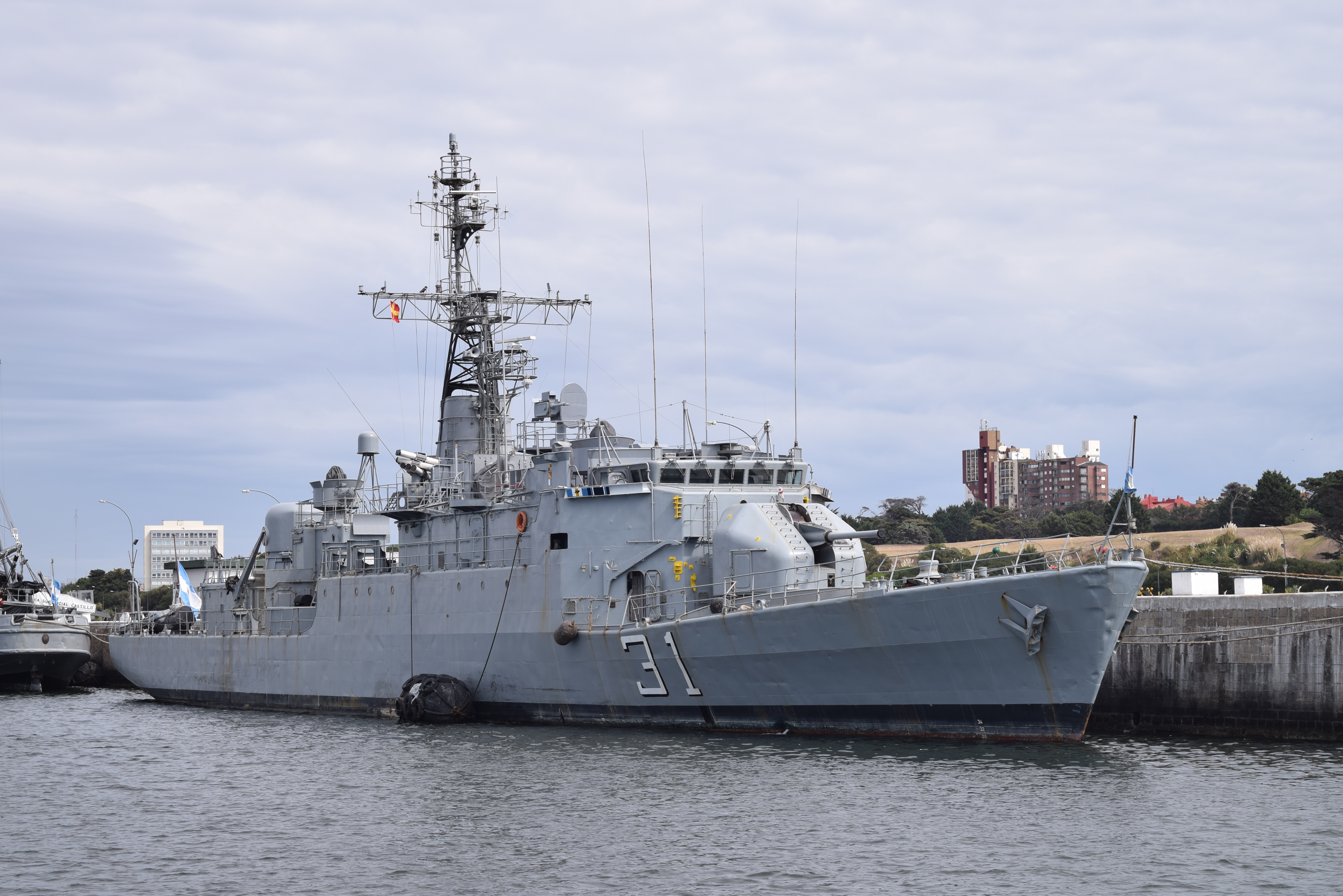
La corbeta ARA Drummond

A fines de 1978 a consecuencia del rechazo argentino al Laudo Arbitral de 1977 sobre las islas Picton, Nueva y Lennox se tensaron las relaciones entre Chile y Argentina. Argentina desafió la voluntad y capacidad de Chile de defender su territorio culminando en la «Operación Afianzamiento de la Soberanía».
La Armada dispuso, en la zona del litigio, tres grupos de batalla:[cita requerida]
- El primero encabezado por el portaviones ligero Veinticinco de Mayo, con su completo Grupo Aéreo Embarcado formado por: ocho aviones A-4Q Skyhawk, cuatro S-2 Tracker, cuatro helicópteros S-61D-4 Sea King y un Aérospatiale Alouette III) con el destructor misilístico Hércules –con al menos dos misiles MM 38 Exocet– y las corbetas misilísticas clase A-69 Drummond, y Guerrico –con cuatro misiles MM 38 cada una– en funciones de escolta. El 15 de diciembre de 1978 a las 14:40 horas un A-4Q en PAC interceptó un avión CASA C-212 Aviocar de la Armada de Chile haciendo patrulla marítima, en el punto situado en 55° 55′ S y 63° 48′ O, a 150 nudos de velocidad y a 5000 pies. Luego, a las 15:29 horas se despacharon tres aviones más para efectuar la interceptación y el reconocimiento de los «lobos». El 19 de diciembre de 1978 a la 04:49 horas un A-4Q interceptó a otro Aviocar chileno haciendo patrulla, en la posición 54°30′S 60°53′O / -54.500, -60.883, a una velocidad de 150 nudos y a 3000 pies.

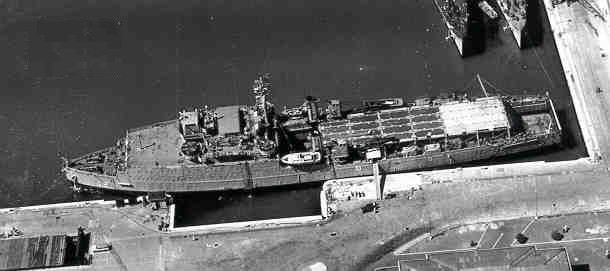
Buque de desembarco dique Cándido de Lasala en la Base Naval Puerto Belgrano.

- El segundo grupo era encabezado por el crucero General Belgrano y los destructores Rosales, Bouchard con cuatro misiles MM 38 y el Piedrabuena, este grupo cubriría a la fuerza de desembarco compuesta por el buque de desembarco Cándido de Lasala y el buque de desembarco de tanques Cabo San Antonio, también navegaba en este grupo de tareas el petrolero Punta Médanos y otros buques tanques de YPF (Yacimientos Petrolíferos Fiscales).
- El tercer grupo desplegado agrupaba a los destructores Py, Seguí –con cuatro misiles MM.38 Exocet cada uno–, el Almirante Storni y Almirante Domecq García.

Desde la Base Naval Ushuaia operaba la Agrupación Lanchas Rápidas con las Indómita y Intrépida, junto a las lanchas torpederas Towora y Alakush.
Los cuatro submarinos de la Fuerza de Submarinos fueron despachados al sur, y establecieron zonas determinadas de patrulla en el área del conflicto, estos submarinos eran los Clase Balao GUPPY II, Santa Fe y GUPPY IA, Santiago del Estero y los tipo 209 Salta y San Luis.
Fueron desplegados los medios de la Aviación Naval, los SP-2H Neptune brindaban descubierta de la flota enemiga para el posterior ataque de los medios embarcados. Desde la Base Aeronaval Río Grande, como desde el Aeropuerto Internacional de Malvinas Argentinas de Ushuaia fueron desplegados aviones de ataque T-28 Trojan y los Aermacchi MB-326 junto a otros logísticos y de transporte.
Para la noche del 21 de diciembre de 1978 el inicio de las operaciones bélicas parecía inevitable pero una fuerte tormenta en la zona con olas de hasta 9 metros retrasó los planes de desembarco argentinos. Ese mismo día, gracias a la oportuna mediación del Papa Juan Pablo II, la Flota de Mar regresó a sus puertos sin que se produjera ningún incidente entre la gran cantidad de tropas desplegadas por ambos países a la zona en conflicto. Para los primeros días de enero de 1979 los buques ingresaban a sus bases habituales.

### Guerra de las Malvinas

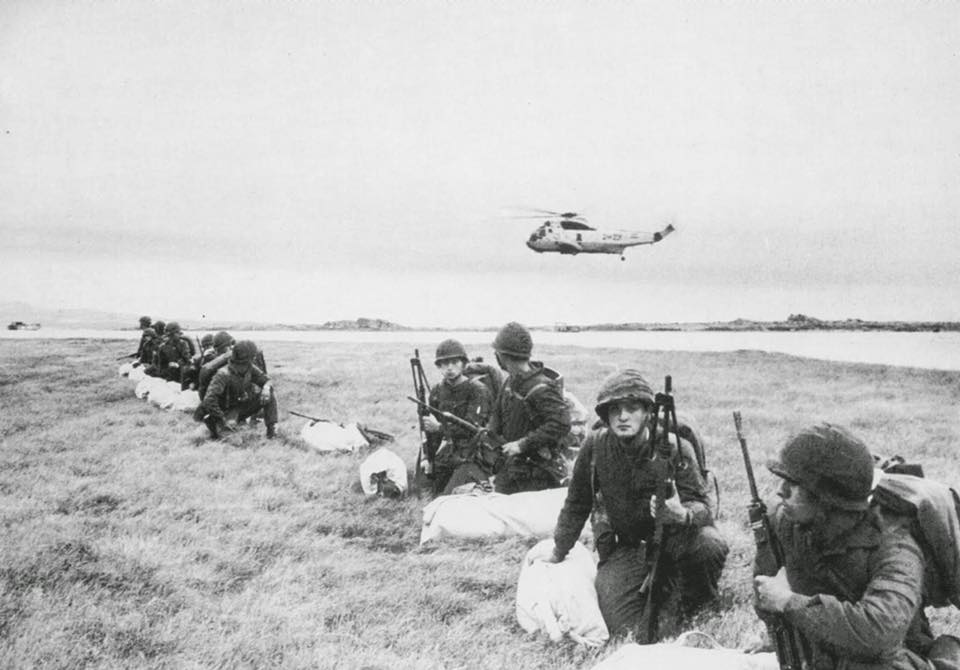
La Infantería de Marina en las islas Malvinas

El 2 de abril de 1982 empezó la guerra de las Malvinas contra el Reino Unido. Finalizó el 14 de junio de 1982 con la rendición de la guarnición argentina. El saldo final del conflicto fueron 649 argentinos, 255 británicos y tres isleñas muertos.

#### El desembarco
El desembarco en Stanley tuvo lugar el 2 de abril de 1982 con unidades navales de la Flota de Mar:
Fuerza de Tareas 40 (desembarco)
- destructor ARA Santísima Trinidad
- buque de desembarco de tanques ARA Cabo San Antonio
- submarino ARA Santa Fe
- rompehielos ARA Almirante Irízar
- transporte ARA Isla de los Estados

Fuerza de Tareas 20 (corbetura)
- portaaviones ARA 25 de Mayo, con el grupo aéreo embarcado A-4Q + S-2E

El desembarco en las Georgias del Sur:
Fuerza de Tareas 60
- ARA Guerrico

#### Después del desembarco
El 27 de abril de 1982 el TOAS bajo el mando del vicealmirante Juan José Lombardo constituida:
Fuerza de Tareas 79
- Grupo de Tareas 79.1: un portaaviones ARA 25 de Mayo, un destructor misilístico ARA Santísima Trinidad, tres corbetas ARA Drummond, ARA Guerrico, ARA Granville
- Grupo de Taras 79.2: un destructor misilístico ARA Hércules, dos destructores ARA Py y ARA Seguí
- Grupo de Tareas 79.3: un crucero ARA General Belgrano y dos destructores ARA Bouchard y ARA Piedrabuena

Después, el 27 de abril lanzó la Fuerza de Tareas 79 para contraatacar a la flota británica que venía de Gran Bretaña. El 2 de mayo un submarino británico hundió al crucero ARA General Belgrano con una enorme pérdida de vidas. Al día siguiente, un helicóptero inglés bombardeó al aviso ARA Alférez Sobral matando hasta al comandante del buque. Después de estas graves derrotas, la FLOMAR se replegó a aguas próximas al litoral y durante el resto del conflicto solamente patrulló el espacio marítimo argentino.
La Aviación Naval con sus McDonnell Douglas A-4Q "Skyhawk" operó brevemente desde el portaaviones ARA 25 de Mayo (POMA) y desde del 12 de mayo de 1982 lo hizo desde aeródromos en tierra (la base de Río Grande). Las operaciones del portaaviones quedaron severamente restringidas después del hundimiento del crucero General Belgrano. Los A-4Q con bombas MK-82 de 500 lb hundieron la fragata HMS Ardent el 21 de mayo de 1982. El binomio SUE + AM-39, siempre desde tierra, logró la destrucción del destructor HMS Sheffield el 4 de mayo de 1982 y el portacontenedores Atlantic Conveyor el 25 de mayo de 1982.
La Fuerza de Submarinos operó con sus capacidades gravemente restringidas a dos unidades. El ARA Santa Fe fue casi destruido el 25 de abril en las Georgias del Sur y fue capturado por el enemigo.
La Infantería de Marina estuvo en el desembarco de Stanley, y, después, en la batalla del Monte Tumbledown el 12 de junio de 1982, provocando numerosas bajas a los británicos. El Batallón de Infantería de Marina N.º 5 combatió bajo las órdenes del comandante del Ejército Argentino Oscar Jofre.
En operaciones en aguas de las islas Malvinas. La fragata HMS Alacrity (F174) de la Marina Real británica hundió con cañonazos al transporte ARA Isla de los Estados (B-8), el 10 de mayo. El mercante ELMA Río Carcarañá fue destruido por fuerzas aéreas y navales. El transporte ARA Bahía Buen Suceso, que formaba parte del Comando de Transportes Navales junto al ARA Isla de los Estados, encalló en la zona sur del estrecho de San Carlos, frente a la Bahía Fox y debió ser abandonado por sus tripulantes. Fue hundido por los británicos en aguas profundas después de la guerra. Los tres buques contaban entre su tripulación tanto personal civil como militar. También cumplieron una destacada labor logística los buques costeros ARA Monsunen y ARA Forrest, ambos capturados a los británicos el 2 de abril, a los que se sumó una pequeña goleta el 7 de mayo: la ARA Penélope, cuando fue divisada en el apostadero de Isla Águila por el ARA Bahía Buen Suceso.
El Forrest se enfrentó con fuego de armas livianas y provocó averías a un helicóptero Sea Lynx perteneciente a la fragata HMS Alacrity (F174) el día 1.º de Mayo, al norte de Puerto Argentino, cuando la aeronave reglaba el fuego naval de tres unidades británicas, mientras que el ARA Monsunen, el 23 del mismo mes, sobrevivió con daños menores un desigual combate con las fragatas HMS Brilliant (F90)) y HMS Yarmouth (F101), ambas apoyadas por un helicóptero que transportaba fuerzas especiales para capturarlo en proximidades de caleta Foca, al oeste de la isla de Boungaville. Pese al intenso acoso aeronaval del enemigo, todas las misiones de transporte ejecutadas por estas unidades menores terminaron exitosamente. La última de estas fue llevada a cabo por el ARA Penélope, entre Bahía Fox y Puerto Argentino. La pequeña nave embarcó combustible el 26 de mayo, día en el cual zarpó rumbo a la capital de las Islas tras eludir, con algunos daños, el bombardeo naval al que fueron sometidas las instalaciones portuarias por parte de la fragata HMS Plymouth (F196). La goleta arribó a destino el día 2 de junio, cuando ya se la daba por perdida.
La Armada diseñó en Puerto Belgrano un lanzador de misiles Exocet MM 38 para disparar desde la costa contra los buques británicos que cañoneaban a las tropas argentinas. El sistema, bautizado jocosamente «Instalación de Tiro Berreta» (ITB), logró hacer blanco en el crucero ligero HMS Glamorgan la madrugada del 12 de junio de 1982.

### Los 80

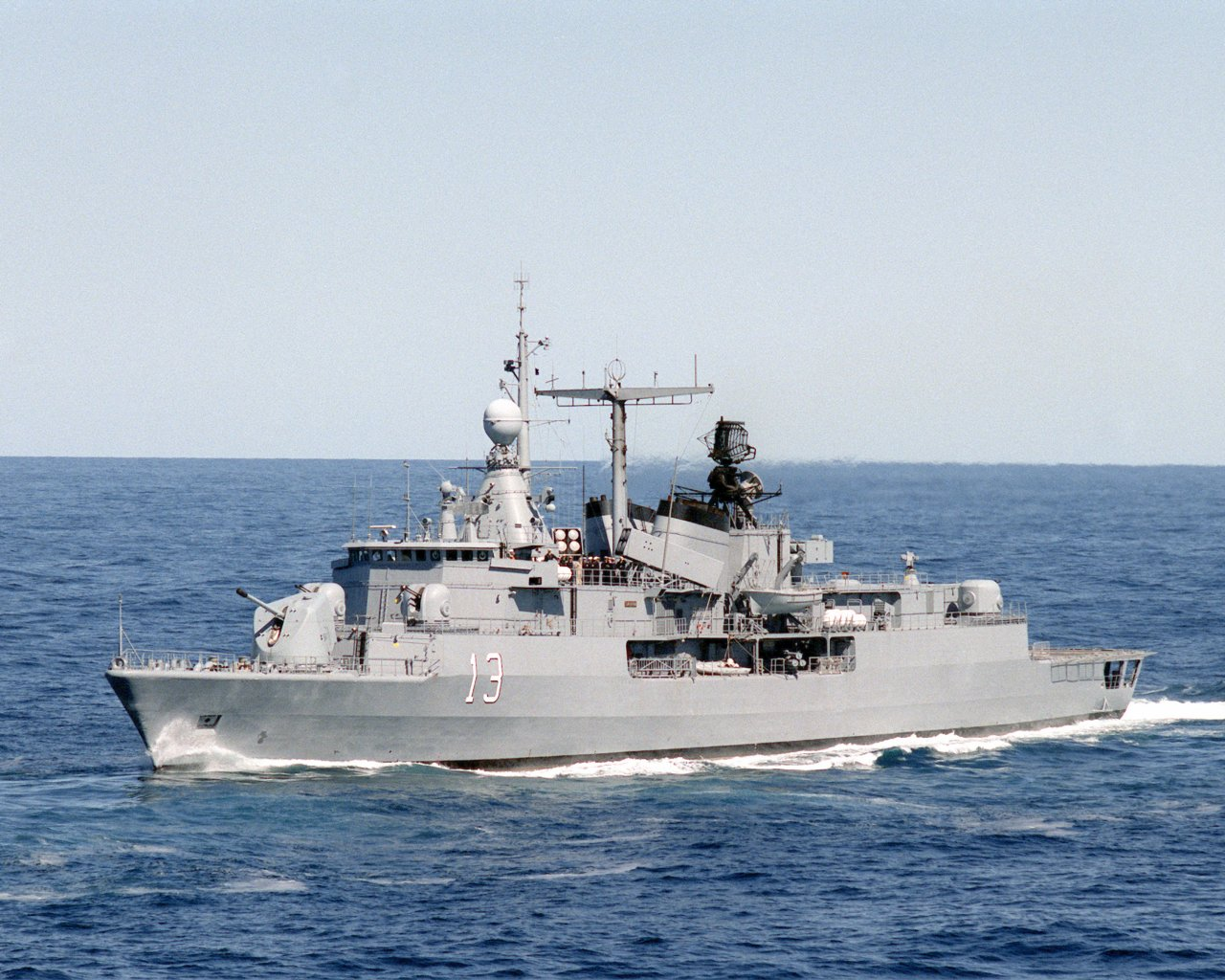
El destructor MEKO 360 ARA Sarandí (DESA)

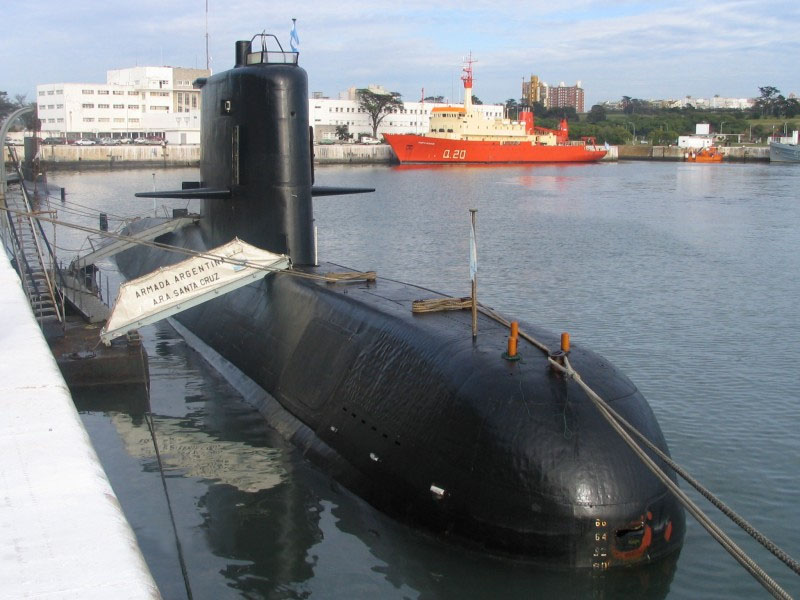
El submarino TR-1700 ARA Santa Cruz (SUSC)

La flota de unidades navales de superficie tuvo un enorme salto tecnológico. Así, el contrato con Blohm + Voss de Alemania Occidental aprobado en 1979 incluyó:
- cuatro (4) destructores MEKO 360
- seis (6) corbetas MEKO 140
- seis (6) submarinos TR-1700

Los destructores MEKO 360 fueron reducidos de seis (6) a cuatro (4) permitiendo sumar al programa las seis (6) corbetas MEKO 140, para construir en la Argentina. Así, los destructores MEKO 360 fueron entregados en 1983 y 1984, pero las corbetas MEKO 140, construidas en el Astillero Río Santiago (AFNE) de Ensenada, fue demorada la entrega hasta cumplir la última en 2004. Los dos (2) submarinos TR-1700 construidos en Hamburgo, Alemania Occidental, fueron entregados en 1984 y 1985, pero los cuatro (4) restantes quedaron inconclusos interrumpiéndose su construcción en 1993 y 1994.
El embargo británico dejó trunca la compra de diez (10) helicópteros Westland Lynx MK-23 para las operaciones navales. Después, llegó la compra de cuatro (4) Aérospatiale AS-555 SN Fennec en Francia. La llegada de ocho (8) helicópteros Bell UH-1H Iroquois en 1999 y 2000, para las operaciones con la Infantería de Marina, pero después transferidos a la Aviación de Ejército concentrando la flota de UH-1 de las tres FF. AA.
Los submarinos TR-1700 fueron entregados en las siguientes fechas:
El ARA Santa Cruz (S-41), el 18 de octubre de 1983, el ARA San Juan (S-42) el 18 de noviembre de 1985. Como armamento estos buques cuentan con seis tubos lanzatorpedos, ubicados en la sección de proa y pueden lanzar dos clases de torpedos:
a) El torpedo SST-4 antisuperficie del tipo “Swim out” (el torpedo no necesita se expulsado por aire sino que abandona el tubo por sus propios medios) es filoguiado con un alcance de 28 km y dos velocidades graduables (llega hasta 34 nudos).
b) El Mk 37, antisubmarino y antiescolta, es programable y cuenta con un alcance de 8 km desarrollando una velocidad de hasta 25 nudos (en la actualidad no se encuentra disponible en la Armada Argentina). Además cuentan con dispositivos para el sembrado de minas. La estiba a bordo es de 6 torpedos en los tubos y 16 en los calzos, en los que se pueden acomodar en cada uno: 1 torpedo SST-4 o 2 Mk 37. Para minar pueden transportar 80 minas del tipo AEG UGM 75-2, 60 AEG UGM 75-2 o 40 AEG UMM 75-1.
El ARA San Juan participó entre marzo y junio de 1992, en la Fase Cero del UNITAS XXXIII junto con naves de la Armada de los Estados Unidos en aguas del mar Caribe utilizando como base de apoyo a la Estación Naval Roosevelt Roads en Puerto Rico. Entre febrero y junio de 1994 participó del operativo “George Washington-FLEETEX 92/2” también junto a buques de la marina norteamericana, en aguas del Atlántico Norte cercanas a la Base Naval de Norfolk. El ARA Santa Cruz (S-41) participó de los festejos del 75° Aniversario de la Fuerza de Submarinos de la Marina de Guerra del Perú, acontecidos en el año 1986 y en el trayecto a esa República hermana, navegó 8.063 millas sumergido.
El portaaviones ARA Veinticinco de Mayo (V-2) realizó su última navegación operativa en 1988. Sobre finales de ese año se inició un ambicioso programa de modernización del mencionado buque, que incluía el cambio de su planta propulsora y su electrónica completa. La crisis económica que se desató a mediados de 1989 pulverizó el presupuesto asignado y el buque quedó en reserva, no volvió a navegar, hasta 1997, cuando fue puesto a la venta para desguace. En el 2000 fue enviado al Puerto de Alang (India) donde fue desguazado.
El buque de aprovisionamiento logístico ARA Patagonia (B-1) (LGPA), adquirido en Francia en 1999, es un navío con las capacidades logísticas RAS (abastecimiento en el mar) y VERTREP (abastecimiento vertical con helicópteros) y 9 600 000 l de capacidad. En 2025 se encuentra en la condición de servicio y participa de la campaña antártica de verano (CAV) 2024-25.

### Los 90

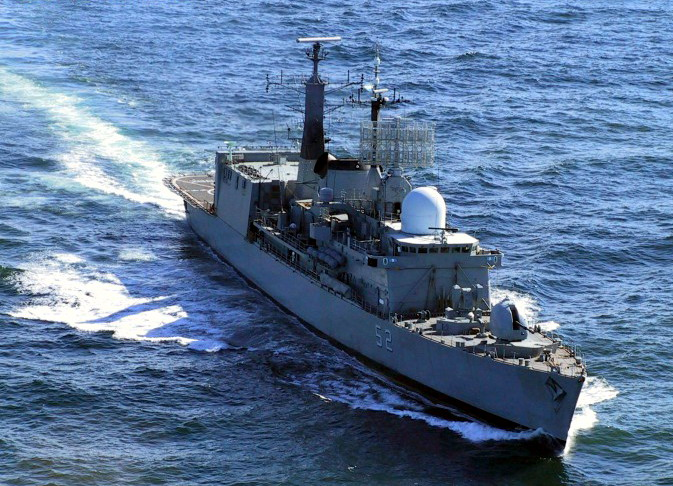
El transporte rápido multipropósito ARA Hércules en los años 2000

En el año 1991 envió buques a la guerra del Golfo en el Operativo Alfil. Entre 1993 y 1994 se destinaron corbetas durante el bloqueo de Naciones Unidas a Haití (Operativo Talos). Actualmente, contingentes de la Infantería de Marina, bajo mandato de las Naciones Unidas, se encuentran destacados en Chipre (UNFICYP-Fuerza de Tareas Argentina). La Armada mantiene desplegados Observadores Militares en Sahara Occidental (MINURSO), Medio Oriente (UNTSO) y Kosovo (UNMIK).
La adquisición de los aviones de exploración de largo alcance Lockheed P-3B Orion, comprados en 1997. Los seis (6) P-3B se hallaban en el AMARG y fueron adquiridos a la Armada de los Estados Unidos para dotar a la Escuadrilla Aeronaval de Exploración (EA6E) con asiento en la base de Almirante Zar. Después de algunos años, hacia 2025 se encuentra uno (1), el 6-P-56, en condiciones de servicio, esperando su alistamiento en FAdeA con los repuestos comprados en la RNAF junto con los nuevos P-3C.

#### Los Neftegaz
En 2015 la Armada adquirió cuatro avisos de la clase Project V92/I mod. Neftegaz, que el Gobierno nacional compró en Rusia. Aquí, la fuerza naval argentina encontró su oportunidad para reemplazar a los desgastados avisos de las clases Cherokee y Sotoyomo. Los buques fueron bautizados como ARA Puerto Argentino, ARA Estrecho de San Carlos, ARA Bahía Agradable y ARA Islas Malvinas.

#### Otras actividades
En 2001 el almirante Joaquín Stella habilitó el uso de barbas entre el personal, cosa que no ocurría desde la década de 1910. A mediados de año, se permitió el uso de la barba candado en los oficiales de grado capitán de corbeta o superior y los suboficiales de grado suboficial principal o superior. También, se habilitó el saludo sin gorra.
Anualmente, junto a la Armada de Chile, realiza la Patrulla Antártica Naval Combinada para garantizar la seguridad de los navíos científicos y turísticos que visitan la Antártida. Participa, entre otros, en los ejercicios UNITAS con la Armada de los Estados Unidos y otras de la región; Fraterno y Araex con la Marina de Brasil; Atlasur con la Armada de Sudáfrica.
Ante catástrofes naturales envía sus medios para socorrer a la población. El adiestramiento se desarrolla en las denominadas Etapas de Mar, donde se despliega una importante cantidad de medios de superficie, submarinos y aéreos. Básicamente son cuatro Etapas en el calendario a lo largo de cada año, también hay navegaciones independientes de sus medios y extensas patrullas dentro del litoral marítimo argentino.
Luego de la guerra de las Malvinas y como una lección de la misma, en ciertos ejercicios se utiliza munición de combate, respetando la seguridad de las personas involucradas y el medioambiente, donde se desarrolla. En este tipo de ejercitaciones se han lanzado misiles y torpedos con cabeza de combate, contra buques en desuso.
Participan sus buques en las campañas antárticas de Argentina, en las que sus buques se utilizan para el traslado de científicos y abastecer a las bases argentinas en la Antártida.

## ElsigloXXI

### El naufragio del ARA San Juan
El submarino ARA San Juan (S-42) (SUSJ), perdido en un naufragio sucedido en el mar Argentino el 15 de noviembre de 2017, con la trágica pérdida de 38 tripulantes y seis buzos tácticos, constituye una de las peores tragedias en tiempos de paz. Después de la búsqueda el 17 de noviembre de 2018 el buque Seabed Constructor de la empresa Ocean Ininity halló los restos en un punto a 907 m de profundidad.

### Los OPV-87

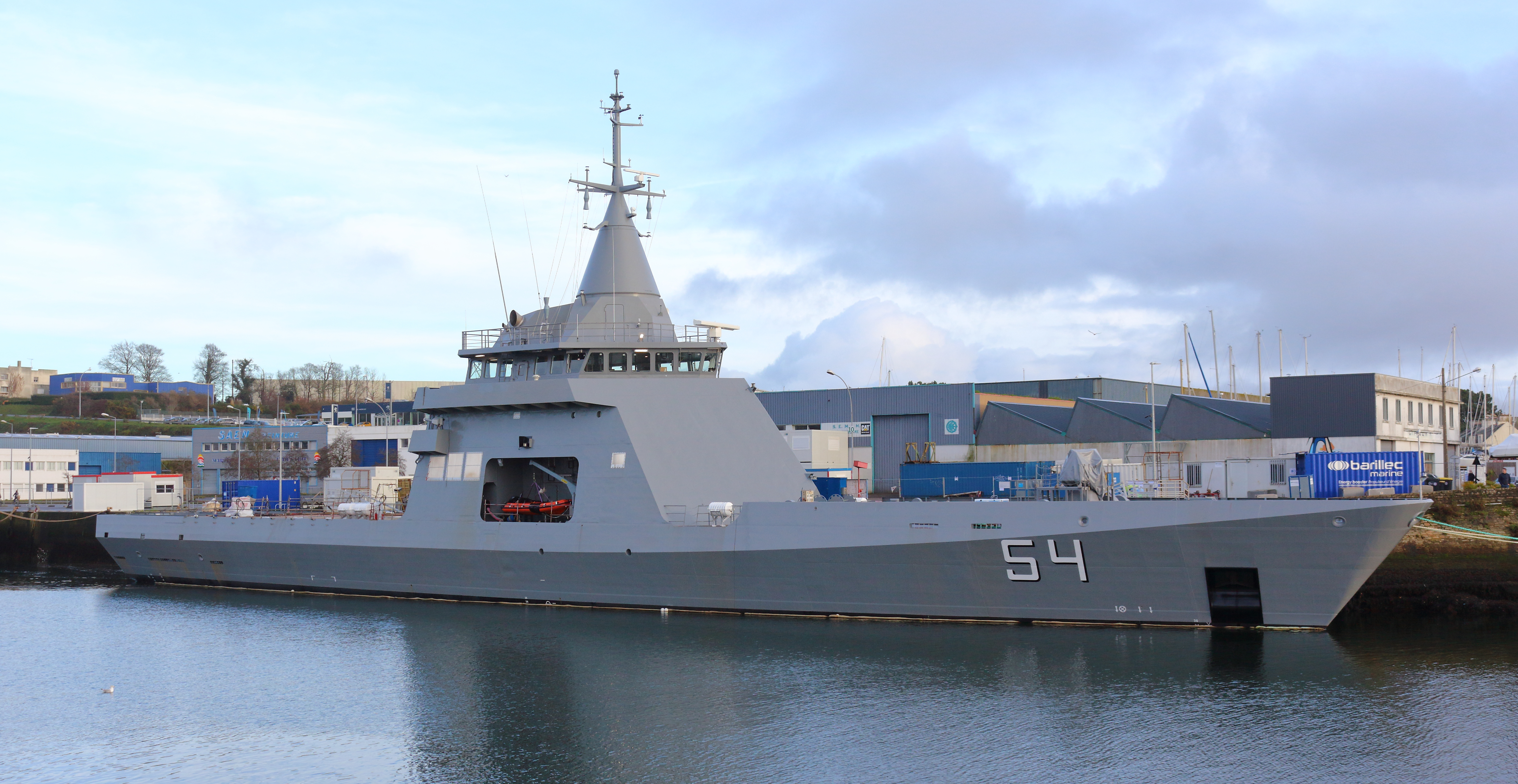
El ARA Cordero en Concarneau

Desde los años 2000 la Armada buscaba la compra de patrulleros de alta mar para sustituir a los avisos y relevar a las corbetas A69 y MEKO 140 del control pesquero. Así, se decidió por los cuatro (4) patrulleros OPV-87, comprados en Francia a fines de 2018. Fue transferido el Bouchard el 6 de diciembre de 2019 en Toulon izando el pabellón nacional, y comenzó la construcción de Piedrabuena, Storni y Cordero. Las entregas llegaron entre 2020 y 2022. Se hallan asignados a la División Patrullado Marítimo (DVPM) con apostadero en la Base Naval Mar del Plata (BNMP).

### Otras compras
El lote de cinco (5) aviones SEM (Super Étendard Modernisés), adquirido en Francia el 18 de diciembre de 2017 para potenciar la dotación de once (11) SUE de la 2.ª Escuadrilla Aeronaval de Caza y Ataque (EA32) con asiento en la base de Comandante Espora, se encuentra sin condiciones para volar debido a falencias relacionadas con el material pirotécnico de los asientos eyectables. Desde su recepción en la Argentina el 16 de mayo de 2019, el Ministerio de Defensa y la Armada han gestionado su puesta en condiciones operativas.
Los cuatro P-3C/N (tres P-3C + 1 P-3N), comprados a Noruega el 17 de octubre de 2023, trae la sustitución de los viejos P-3B en la Escuadrilla Aeronaval de Exploración (EA6V) con asiento en la Base Aeronaval Almirante Zar (BAAZ). El primer avión, el P-3C 6-P-57, arribó a Buenos Aires el 19 de septiembre de 2024.
A fines de 2024 quedó aprobada la adquisición de cuatro helicópteros livianos Leonardo AW109SP, comprados en Italia para la Aviación Naval y sustituir los viejos Aérospatiale AS555SN Fennec. Los futuros helicópteros servirán en las operaciones navales con los patrulleros oceánicos OPV-87.

### Libros
- Landaburu, Carlos Augusto (1989). La guerra de las Malvinas. Buenos Aires: Círculo Militar. ISBN 978-950-9822-15-3.
- Martini, Héctor (1992). Historia de la Aviación Naval Argentina. Tomo III. Departamento de Estudios Históricos Navales.
- Yofre, Juan Bautista (2011). 1982: Los documentos secretos de la guerra de Malvinas/Falklands y el derrumbe del Proceso (2.ª edición). Buenos Aires: Sudamericana. ISBN 978-950-07-3666-4.

### Periódicos y publicaciones
- Coli, Carlos A. (2007). «La Flota de Mar en la guerra del Atlántico Sur. Su actuación posterior al 2 de abril de 1982». Boletín del Centro Naval CXXV (816). ISSN 0009-0123.
- García Boll, Carlos A. (2007). «A 25 años de la guerra del Atlántico Sur». Boletín del Centro Naval CXXV (816). ISSN 0009-0123.
- Bóveda, Jorge R. (2007). «Uno contra todos». Boletín del Centro Naval CXXV (816). ISSN 0009-0123.
- Scarpatti, Juan Fernando (2015). «Un buen intento» (PDF). Boletín del Centro Naval (841).
- Amendolara, Alejandro J. (2007). «¡Hundan al portaaviones!» (PDF). Boletín Centro Naval (817).
- Fortini, Enrique A. (2007). «Guerra del Atlántico Sur, experiencias poco conocidas (Unidad de Tareas 80.2.2)» (PDF). Boletín Centro Naval (817).
- Büsser, Carlos A. C. (2007). «Reflexiones y experiencias sobre la actuación de la Infantería de Marina en la defensa de las islas Malvinas en 1982» (PDF). Boletín Centro Naval (818).
- Delamer, Guillermo; Oyarzábal, Guillermo; Montenegro, Guillermo J.; Bergallo, Jorge; Santillán, Haroldo (2010). «Evolución del pensamiento estratégico naval argentino a lo largo de la historia». Boletín del Centro Naval CXXVIII (828). ISSN 0009-0123.

### En línea
- Smith, Gordon (1989). «Battle Atlas of the Falklands War 1982 by Land, Sea and Air». Naval History (en inglés).

- Datos: Q65161863